# Aiyo, Not Bad
Aiyo, Not Bad (哎呦，不错哦) è un album in studio del cantante taiwanese Jay Chou, pubblicato nel 2014.

## Tracce
1. 陽明山 (Yáng Míng Shān) – 2:32
2. 竊愛 (Qiè Ài) – 3:24
3. 算什麼男人 (Suàn Shén Me Nán Rén) – 4:48
4. 天涯過客 (Tiān Yá Guò Kè) – 4:13
5. 怎麼了 (feat. 袁詠琳) (Zěn Me Le feat. Cindy Yen) – 3:52
6. 一口氣全唸對 (Yì Kǒu Qì Quán Niàn Duì) – 2:38
7. 我要夏天 (Wǒ Yào Xià Tiān) – 3:39
8. 手寫的從前 (Shǒu Xiě De Cóng Qián) – 4:57
9. 鞋子特大號 (Xié Zi Tè Dà Hào) – 3:41
10. 聽爸爸的話 (Tīng Bà Ba De Huà) – 4:23
11. 美人魚 (Měi Rén Yú) – 3:39
12. 聽見下雨的聲音 (Tīng Jiàn Xià Yǔ Dè Shēng Yīn) – 4:39